# Голынко, Дмитрий Юрьевич
Дми́трий Ю́рьевич Голы́нко, Дми́трий (Ми́тя) Голы́нко-Вольфсо́н (9 декабря 1969, Ленинград, РСФСР, СССР — 6 января 2023, Санкт-Петербург, Россия) — русский поэт, эссеист, искусствовед.

## Биография
Родился 9 декабря 1969 года в Ленинграде. С 1977 по 1987 год учился в ленинградской средней школе № 272 с углублённым изучением английского языка.
В 1987—1989 годах занимался в ЛИТО Виктора Сосноры в ДК имени Цюрупы и в переводческом семинаре Виктора Топорова в Ленинградском дворце молодёжи. В 1989—1992 годах — слушатель поэтического отделения Свободного университета под руководством Бориса Останина.
В 1989—1990 годах учился на инженерно-физическом факультете Ленинградского института точной механики и оптики, затем на факультете русского языка и литературы РГПУ имени А. И. Герцена, который окончил в 1995 году (тема диплома — «Автор и персонаж в поэтике Владимира Набокова»).
В 1995—1998 годах учился в аспирантуре Российского института истории искусств. В 1999 году защитил диссертацию на соискание учёной степени кандидата искусствоведения на тему «Современный русский поставангард: направления, стратегии, модели» (научный руководитель — Михаил Трофименков).
С 1999 по 2013 год — научный сотрудник, старший научный сотрудник сектора актуальных проблем художественной культуры РИИИ.
В 2005—2006 годах — приглашённый профессор Университета Чонджу (Республика Корея).
В 2007—2009 и 2013—2022 годах преподавал в Санкт-Петербургском институте кино и телевидения (доцент кафедры драматургии и киноведения, курсы «Теория кино», «Экспериментальное кино», «Теории медиа в системе экранных искусств», «Строение фильма»). С 2020 по 2022 год — доцент кафедры рекламы и связей с общественностью Санкт-Петербургского университета промышленных технологий и дизайна (курсы «Медиаэстетика», «Основы теории коммуникации», «Технологии визуальных коммуникаций», «Эстетика медиапродукта»).
Член редакционного совета «Художественного журнала» (Москва). Член консультационного совета альманаха «Транслит».
Скончался на 54-м году жизни 6 января 2023 года.
Похоронен на Еврейском кладбище Санкт-Петербурга (участок 3, место 150).

## Адреса в Ленинграде/Санкт-Петербурге
1969—2023 — Бронницкая улица, д. 18.

## Публикации

### Книги стихов
- Homo Scribens. — СПб.: Борей-Art, 1994.
- Директория. — М., Тверь: Арго-Риск, Kolonna Publications, 2001 (полный текст).
- Бетонные голубки. — М.: Новое литературное обозрение, 2003 (полный текст).
- As It Turned Out. — New York, Ugly Duckling Presse, 2008 (полный текст (pdf)).
- Что это было и другие обоснования / Предисловие Кевина М. Ф. Платта. — М.: Новое литературное обозрение, 2013.
- Приметы времени. / Предисловие Дениса Ларионова. — Самара: Цирк Олимп+TV, 2017 (полная версия на сайте «Цирк „Олимп“») (pdf).
- Стихи XX века. / Составление, предисловие и комментарии Виктории Поповой (Винченцы). — М.; СПб: «Т8 Издательские Технологии» / «Пальмира», 2024.

### Подборки стихов, опубликованные в периодике
- Приметы времени (фрагменты) / Предисловие Сергея Завьялова. — Транслит. 2017. № 19.

### Видеолекции и выступления
- Лекция о зомби и монстрологии (дата и место пока не установлены)